# Culture jamming

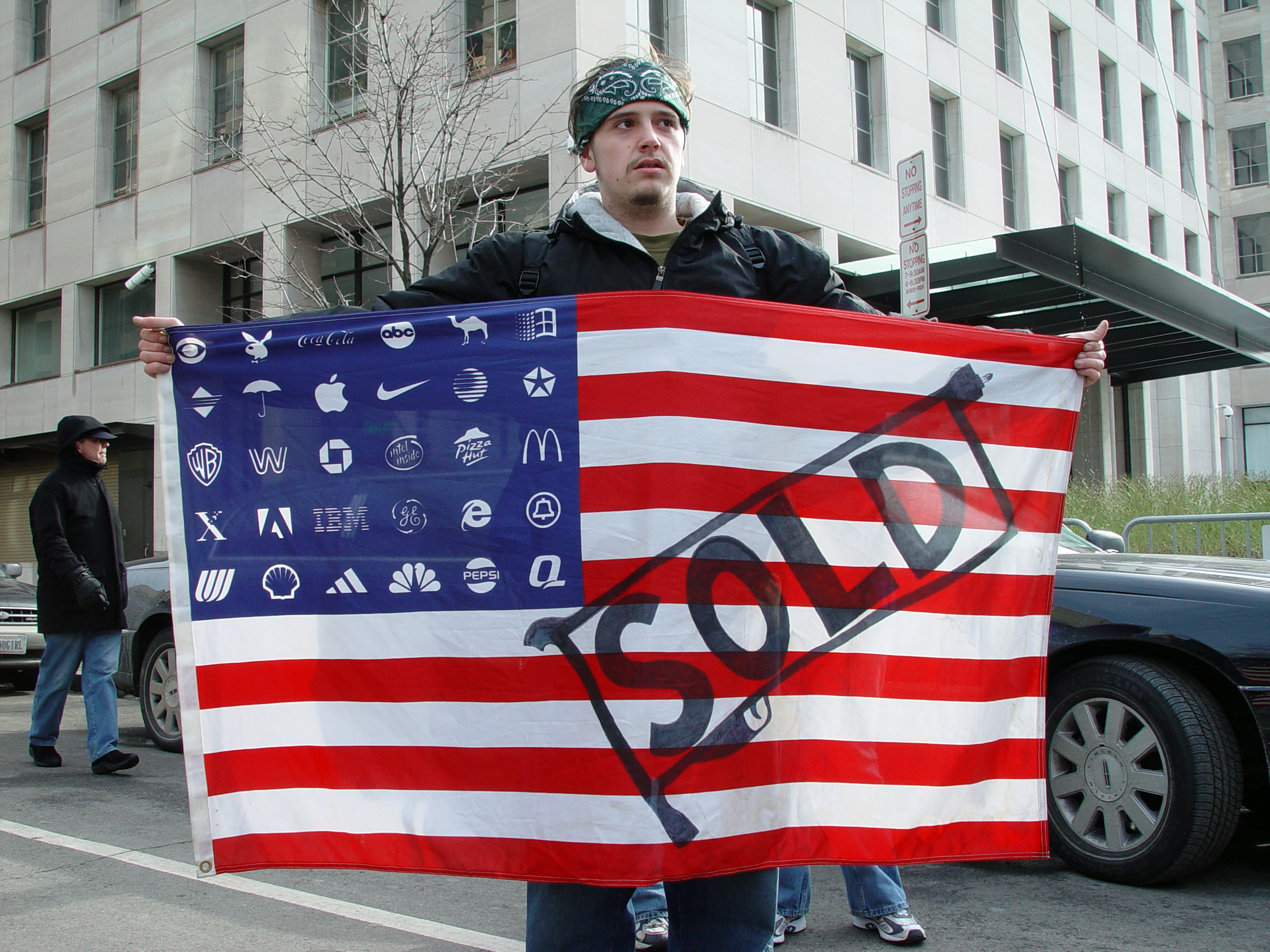
Un esempio di contestazione. Nella bandiera statunitense: le stelle sono sostituite da marchi di multinazionali; sulle strisce c'è scritto "venduta".

Il culture jamming, traducibile in italiano con "sabotaggio culturale" o "interferenza culturale", è una pratica contemporanea che mira alla contestazione dell'invasività dei messaggi pubblicitari veicolati dai mass media nella costruzione dell'immaginario della mente umana.
La pratica del culture jamming consiste nella decostruzione dei testi e delle immagini dell'industria dei media attraverso la tecnica dello straniamento e del détournement, cioè lo spostamento di immagini e oggetti dalla loro collocazione abituale per inserirli in un diverso contesto semantico dove il loro significato risulti mutato, se non capovolto. Il risultato è in genere la trasmissione di un messaggio di critica radicale del sistema economico che avviene per mezzo dello stravolgimento del suo apparato ideologico-pubblicitario, nel tentativo di liberare l'individuo dal ruolo di ricevente passivo e indurlo a un consumo critico e consapevole del linguaggio dei media.
Le pratiche del culture jamming affondano le proprie origini nelle azioni di "disturbo culturale" messe in atto dai situazionisti sin dalla fine degli anni cinquanta e in seguito adottate da altre correnti culturali come i neoisti e i plagiaristi. Il termine culture jamming fu coniato dalla rock band statunitense dei Negativland, che a partire dal 1983 creò alcuni cut-up musicali che comprendevano frammenti di jingle pubblicitari, notiziari televisivi e talk-show allo scopo di conferire loro un nuovo significato paradossale.
Oggi alcune forme comuni di culture jamming si sviluppano attraverso i flash mob, il graffitismo, il teatro di strada, l'arte di strada, l'hacking (o "cybersquatting"), la "design anarchy" (cui prendono parte numerosi pubblicitari "pentiti").
Nel 1989 nasce in Canada la rivista Adbusters, considerata "la Bibbia del culture jamming" per le sue provocatorie campagne che si scagliano contro le grandi corporation attraverso l'uso distorto del linguaggio della pubblicità e per iniziative come il Buy Nothing Day, la giornata di sciopero contro il consumo nata negli Stati Uniti e replicata in numerosi paesi, tra cui l'Italia. Del culture jamming si sono avvalsi alcuni collettivi di mediattivisti europei e nordamericani come RTMark, Luther Blissett, etoy, le telestreet, Ermes Maiolica e molti altri gruppi che hanno agito sulla scena cyberculturale internazionale degli ultimi due decenni.

## Origini del termine, etimologia e storia

### Conio
Il termine è stato coniato nel 1984 da Don Joyce della band americana Negativland, con l'uscita del loro album JamCon '84. L'espressione "culture jamming" deriva dall'idea di radio jamming, in cui le frequenze pubbliche possono essere piratate e sovvertite per comunicazioni indipendenti o per interrompere le frequenze dominanti utilizzate dai governi. In una delle tracce dell'album, hanno dichiarato: 
Man mano che cresce la consapevolezza di come l'ambiente mediatico che occupiamo influenza e dirige la nostra vita interiore, alcuni resistono. Il cartellone pubblicitario sapientemente rielaborato... indirizza lo spettatore pubblico a considerare la strategia aziendale originale. Lo studio per il cultural jammer è il mondo in generale.

### Origini e influenze precedenti

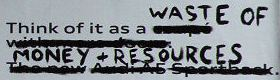
Testo graffiato sul tabellone per le affissioni a Cambridge, Regno Unito

Secondo Vince Carducci, sebbene il termine sia stato coniato da Negativland, il jamming culturale può essere fatto risalire agli anni '50. Un gruppo particolarmente influente attivo in Europa era l'Internazionale Situazionista ed era guidato da Guy Debord. L'IS affermava che in passato gli esseri umani si occupavano direttamente della vita e del mercato dei consumatori. Sostenevano che questo modo di vivere spontaneo si stesse lentamente deteriorando come risultato diretto del nuovo modo di vivere "moderno". I situazionisti vedevano tutto, dalla televisione alla radio, come una minaccia e ha sostenuto che la vita nelle aree industrializzate, guidata dalle forze capitaliste, era diventata monotona, sterile, cupa, lineare e guidata dalla produttività. In particolare, l'IS ha sostenuto che gli esseri umani erano diventati destinatari passivi dello spettacolo, una realtà simulata che genera il desiderio di consumare e posiziona gli esseri umani come ingranaggi consumisti obbedienti all'interno del ciclo produttivo efficiente e sfruttatore del capitalismo. Attraverso l'attività ludica, gli individui potrebbero creare situazioni. Per il SI, queste situazioni hanno preso la forma della deriva, o la deriva attiva del corpo attraverso lo spazio in modi che hanno rotto la routine e superato i confini, creando situazioni uscendo dall'abitudine ed entrando in nuove possibilità interattive.
Nel 1985 le Guerrilla Girls si sono formate per denunciare la discriminazione e la corruzione nel mondo dell'arte.
L'articolo del New York Times di Mark Dery sul cultural jamming, "The Merry Pranksters And the Art of the Hoax" è stata la prima menzione, nei media mainstream, del fenomeno; Dery in seguito ha ampliato questo articolo nel suo opuscolo Open Magazine del 1993, culture Jamming: Hacking, Slashing, and Sniping in the Empire of the Signs, un saggio fondamentale che rimane la più esauriente teorizzazione storica, sociopolitica e filosofica del cultural jamming ad oggi. Adbusters, una pubblicazione canadese che sposa una critica ambientalista al consumismo e alla pubblicità, ha iniziato a promuovere aspetti del cultural jamming dopo che Dery ha presentato il fondatore ed editore Kalle Lasnal attraverso una serie di articoli che ha scritto per la rivista. Nella sua critica al consumismo, No Logo, la commentatrice culturale e attivista politica canadese Naomi Klein esamina il cultural jamming in un capitolo che si concentra sul lavoro di Jorge Rodriguez-Gerada. Attraverso un'analisi dei video virali di Where the Hell is Matt, i ricercatori Milstein e Pulos analizzano come il potere del Cultural jamming di interrompere lo status quo sia attualmente minacciato dall'aumento dell'incorporazione commerciale. Ad esempio, T-Mobile ha utilizzato la stazione della metropolitana di Liverpool Street per ospitare un flashmob per vendere i propri servizi mobili.

## Tattiche

Graffiti satirici su cartelloni pubblicitari a Shoreditch, Londra

Il cultural jamming è una forma di interruzione che gioca sulle emozioni degli spettatori e degli astanti. Le jammer vogliono interrompere il processo di pensiero inconscio che ha luogo quando la maggior parte dei consumatori vede una pubblicità popolare e provoca un détournement. Gli attivisti che utilizzano questa tattica contano sul loro meme per tirare su le corde emotive delle persone ed evocare un qualche tipo di reazione. Le reazioni che la maggior parte dei cultural jammers sperano di evocare sono il cambiamento comportamentale e l'azione politica. Ci sono quattro emozioni che gli attivisti spesso vogliono che gli spettatori provino: shock, vergogna, paura e rabbia. Si ritiene che siano i catalizzatori del cambiamento sociale. Il culture jamming si interseca anche con forme di trasgressione legale. La disobbedienza semiotica, ad esempio, coinvolge sia la disobbedienza autoriale che quella proprietaria, mentre tecniche come la disobbedienza coercitiva comprendono atti di disturbo culturale combinati con una dimostrazione delle azioni di ritorsione (conseguenze legali) tramandate dall'apparato di governo.
L'unità di base in cui viene trasmesso un messaggio in culture jamming è il meme. Essi sono immagini condensate che stimolano associazioni visive, verbali, musicali o comportamentali che le persone possono facilmente imitare e trasmettere agli altri. Il termine meme è stato coniato e reso popolare per la prima volta dal genetista Richard Dawkins, ma in seguito utilizzato da critici culturali come Douglas Rushkoff, che sosteneva che i meme fossero un tipo di virus dei media. I memi sono visti come geni che possono saltare da uno sbocco all'altro e replicarsi o mutare durante la trasmissione proprio come un virus.
I cultural jammers useranno spesso simboli comuni come gli archi dorati di McDonald's o lo swoosh Nike per coinvolgere le persone e costringerle a pensare alle loro abitudini alimentari o al senso della moda. In un esempio, il jammer Jonah Peretti ha usato il simbolo Nike per suscitare il dibattito sul lavoro minorile sfruttato e sulla libertà dei consumatori. Peretti aveva richiesto a Nike vestiti personalizzati con la parola "sweatshop" posta nel simbolo Nike. Essa ha rifiutato. Una volta che questa storia è stata resa pubblica, si è diffusa in tutto il mondo e ha contribuito alla già solida conversazione e al dialogo sulle condizioni di lavoro delle fabbriche Nike, che era in corso da un decennio prima della richiesta di Peretti del 2001.
I cultural jammers possono anche organizzare e partecipare a campagne di massa. Esempi di culture jamming come quello di Perretti sono più in linea con le tattiche che userebbero i movimenti sociali dei consumi radicali. Questi movimenti spingono le persone a mettere in discussione l'assunto dato per scontato che il consumo sia naturale e buono e miri a interrompere la naturalizzazione della cultura del consumo; cercano anche di creare sistemi di produzione e consumo più umani e meno dominati dal tardo capitalismo corporativo globale.
Gli eventi e le idee di massa del passato hanno incluso il Buy Nothing Day, sit-in virtuali e proteste su Internet, la produzione di "sovvenzioni" e la loro collocazione in spazi pubblici e la creazione e l'attuazione di progetti di "placejamming" in cui gli spazi pubblici vengono recuperati e la natura viene ricreata all'interno di luoghi urbani.
La forma più efficace di culture jamming è utilizzare un meme già ampiamente riconoscibile per trasmettere il messaggio. Una volta che gli spettatori sono costretti a dare una seconda occhiata al meme popolare imitato, sono costretti a uscire dalla loro zona di comfort. Agli spettatori viene presentato un altro modo di visualizzare il meme e sono costretti a pensare alle implicazioni presentate dal jammer. Il più delle volte, quando questa viene utilizzata come tattica, il jammer punta al valore di shock. Ad esempio, per rendere i consumatori consapevoli dell'immagine corporea negativa che i grandi marchi di moda sono spesso accusati di causare, è stato creato e riprodotto in tutto il mondo un sovvertimento dell'"Ossessione" di Calvin Klein. Raffigurava una giovane donna con un disturbo alimentare che vomitava in un gabinetto.
Un altro modo in cui i movimenti dei consumatori sociali sperano di utilizzare efficacemente il culture jamming è l'impiego di un metameme. Esso è un messaggio a due livelli che perfora un'immagine commerciale specifica, ma lo fa in un modo che sfida alcuni aspetti maggiori della cultura politica del dominio aziendale. Un esempio potrebbe essere la campagna "true cost" messa in moto da Adbusters. Il "costo reale" ha costretto i consumatori a confrontare il costo del lavoro umano, le condizioni e gli svantaggi ambientali dei prodotti con i costi di vendita. Un altro esempio potrebbero essere le campagne "Verità" che hanno smascherato l'inganno utilizzato dalle aziende del tabacco per vendere i loro prodotti.
Seguendo studiosi critici come Paulo Freire, i culture jamers vengono integrati anche nella classe universitaria "ambiente in cui studenti e insegnanti hanno l'opportunità non solo di apprendere metodi di critica pubblica informata, ma anche di utilizzare in modo collaborativo tecniche di comunicazione partecipativa per creare attivamente nuovi luoghi di significato." Ad esempio, gli studenti interrompono lo spazio pubblico per attirare l'attenzione sulle preoccupazioni della comunità o utilizzano sovvenzioni per impegnarsi in progetti di alfabetizzazione mediatica.

### Esempi
- Artivist
- Billboard hacking
- Broadcast signal intrusion
- Flash mob
- Happening
- Practical joke topics
- Steal This Book

Gruppi
- Guerrilla Girls
- The Yes Men
- Billboard Liberation Front
- Crimethinc
- Merry Pranksters
- Operation Mindfuck
- Billboard Utilising Graffitists Against Unhealthy Promotions
- monochrom

## Critica
L'intento di coloro che partecipano al culture jamming a volte differisce da quello di persone il cui intento, apolitico e senza orientamento radicale, è artistico o semplicemente distruttivo. Alcune attività, in particolare l'arte di strada, possono essere considerate culture jamming, appropriazione artistica, vandalismo, o anche tutte e tre contemporaneamente, dalle istituzioni e dalle autorità sociali che cerca di interrompere.
Alcuni studiosi e attivisti, come Amory Starr e Joseph D. Rumbo, hanno affermato che il culture jamming è inutile perché è facilmente mercificato dal mercato, che tende a "disinnescare" il suo potenziale di resistenza dei consumatori. È stata richiesta una nuova comprensione del termine che incoraggi artisti, studiosi e attivisti a riunirsi e creare opere d'arte mobili innovative, flessibili e pratiche che comunichino concetti intellettuali, politici e nuove strategie e azioni.